# Xystrocera laeta
Xystrocera laeta är en skalbaggsart som beskrevs av Louis Albert Péringuey 1892. Xystrocera laeta ingår i släktet Xystrocera och familjen långhorningar.
Artens utbredningsområde är:
- Angola.
- Botswana.
- Malawi.
- Zimbabwe.

Inga underarter finns listade i Catalogue of Life.